# Liberty (Kentucky)
Liberty – miasto w Stanach Zjednoczonych, w stanie Kentucky, w hrabstwie Casey.